# Curva (náutica)

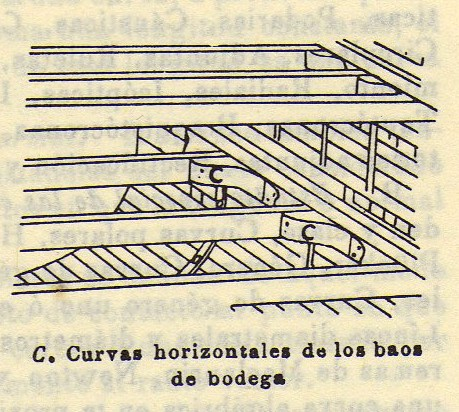
Curvas horizontales de los baos de bodega

En náutica, la Curva de una embarcación, es la pieza de madera encorvada que forma un ángulo, cuyos brazos reciben el nombre de ramas o pernadas, denominándose bragada el vértice de donde arrancan los brazos. Estos pueden ser de diferente grueso: el de más calibre se llama pie y el más delgado rama. Se utiliza para la unión de dos maderas que afectan la misma forma angular, y según la abertura del ángulo y la posición que ocupa, toma las correspondientes denominaciones. (fr. Courbe; ing. Knee; it. Bracciuolo, Curva).
Se le aplica el nombre del madero principal del que forma parte, y así se dice curva del bao, de la serviola, del yugo, etc.
También se llama curva a la convexidad que hay en la mitad de la quilla, de la sobrequilla, etc.

## Etimología
A la Curva de llave, Tomé Cano llama también Corbaton.
- Tomé Cano (Arte de fabricar naos, impreso en Madrid en 1611, en 4°)

## Partes
- Bragada: es el vértice desde donde arrancan los brazos.
- Brazo (Rama, Pernada):
  - Pie: es el brazo más grueso.
  - Rama: es el brazo más delgado.

## Clasificación

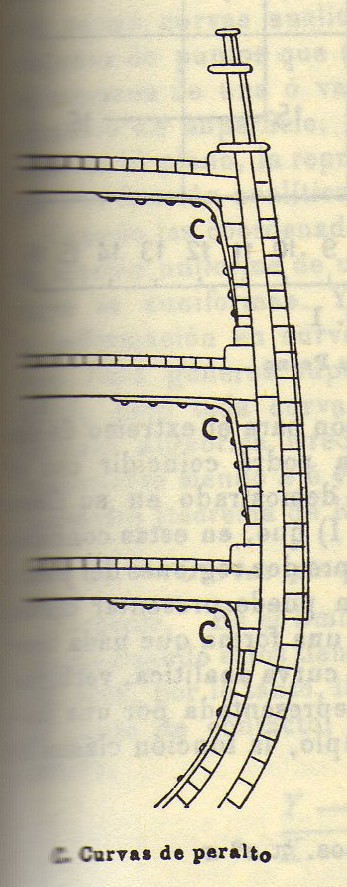
Curvas de peralto

### Por el ángulo
- Curva a escuadra: es aquella cuyos brazos forman un ángulo recto.
- Curva dentro de escuadra: es aquella cuyos brazos forman un ángulo agudo.
  - Curva abierta: es la de mayor grados.
  - Curva cerrada: es la de menor grados.
- Curva fuera de escuadra: es aquella cuyos brazos forman un ángulo obtuso.

### Por la orientación
1. Curva de peralto (Curva de alto a bajo): es la que va colocada verticalmente. (ing. Hanging knee).
2. Curva de llave (Corbaton): es la que va colocada verticalmente, pero con la mayor pernada hacia arriba, en las cabezas de los barrotes y sobre el costado para sostén y sujeción de las cubiertas. (ing. Standing knee).
3. Curva valona: es la que se coloca, según lo requiere el caso, oblicua, diagonal u horizontalmente. (ing. Dagger knee).
  - Curva horizontal: es la pieza que se coloca horizontalmente y fija la extremidad de un bao a uno de los costados del barco. Suele adaptarse también para unir los falsos baos a los entremiches. (ing. Lodging knee).

## Tipos

### Tipos de Curvas
- Curva de serviola:
- Curva de bitas:
- Curva de entremiches:
- Curva de bao: es la pieza que se coloca debajo o en el canto de un bao, y que se emperna al costado del barco, para conservar la rigidez del ángulo formado entre el costado y el bao.

### Tipos de Convexidades
Estas no tienen los brazos y bragadas de las Curvas

#### Tipos en proa
- Curva capuchina: es la que une al tajamar con la roda.
- Curvas bandas (Curvas de tajamar, Escoras): son curvas que se colocan horizontalmente y empernadas sobre los remates o extremos de las primeras cintas. Sirven para sujetar sobre ambas bandas el tajamar sobre la proa.
- Curva de contrarroda: es la pieza fuerte de madera que suele colocarse en algunos buques encima del dormido y va desde el primer bao hasta la contrarroda.
- Curva de sobrequilla de proa: es una pieza de mucha escuadría que sirven de prolongación a la sobrequilla y se eleva hasta la buzarda de la cubierta. (ing. Stemson).

#### Tipos en popa
- Curvas de jardines: cada una de las curvas que van colocadas en los costados del barco, y determinan el espacio que ha de tener el primer cuerpo del jardín. Esta curva pertenece al grupo de las llamadas viquitortes. Como no siempre es posible encontrarlas de una pieza se suple con otras dos; una que partiendo de la curva que va contra las gambotas, se proyecta fuera del costado toda la anchura que ha de tener el jardín, y la segunda que desde el extremo de la primera viene a formar el arco que va al costado. Esta última pieza, con su gemela del costado opuesto, reciben el nombre de arcos de los jardines.
- Curva del coronamiento:
- Curva del espejo: es la que une el remate de la aleta con la gambota lateral en ambos lados de la popa cuadrada, sosteniendo el peso principal del espejo.
- Curva de yugo:
- Curva de contracodaste: es la pieza fuerte de madera que suele colocarse en algunos buques encima del durmiente y va desde el último bao al contracodaste.
- Curva de sobrequilla de popa: es una pieza de mucha escuadría que sirven de prolongación a la sobrequilla y se apoya sobre las bragadas de los yugos a contar desde el de cubierta. (ing. Sternson).
- Curva coral: es la que sujeta el codaste a la quilla. También se denomina así a la que se coloca desde la cubierta al yugo pasando por la santabárbara]] para asegurar el antedicho yugo, en cuyo oficio se le incorporan algunas otras curvas.

#### Tipos en proa y popa
- Buzarda (Curvaton, Corbaton, Corbaton de embestir):

#### Tipos a los costados
- Curvaton (Curvita): es la curva pequeña que tiene colocación en varias partes del buque, como las mesas de guarnición. (fr. Courbaton; it. Bra ciuoleto).